# Mobiliteitsvisie 2020

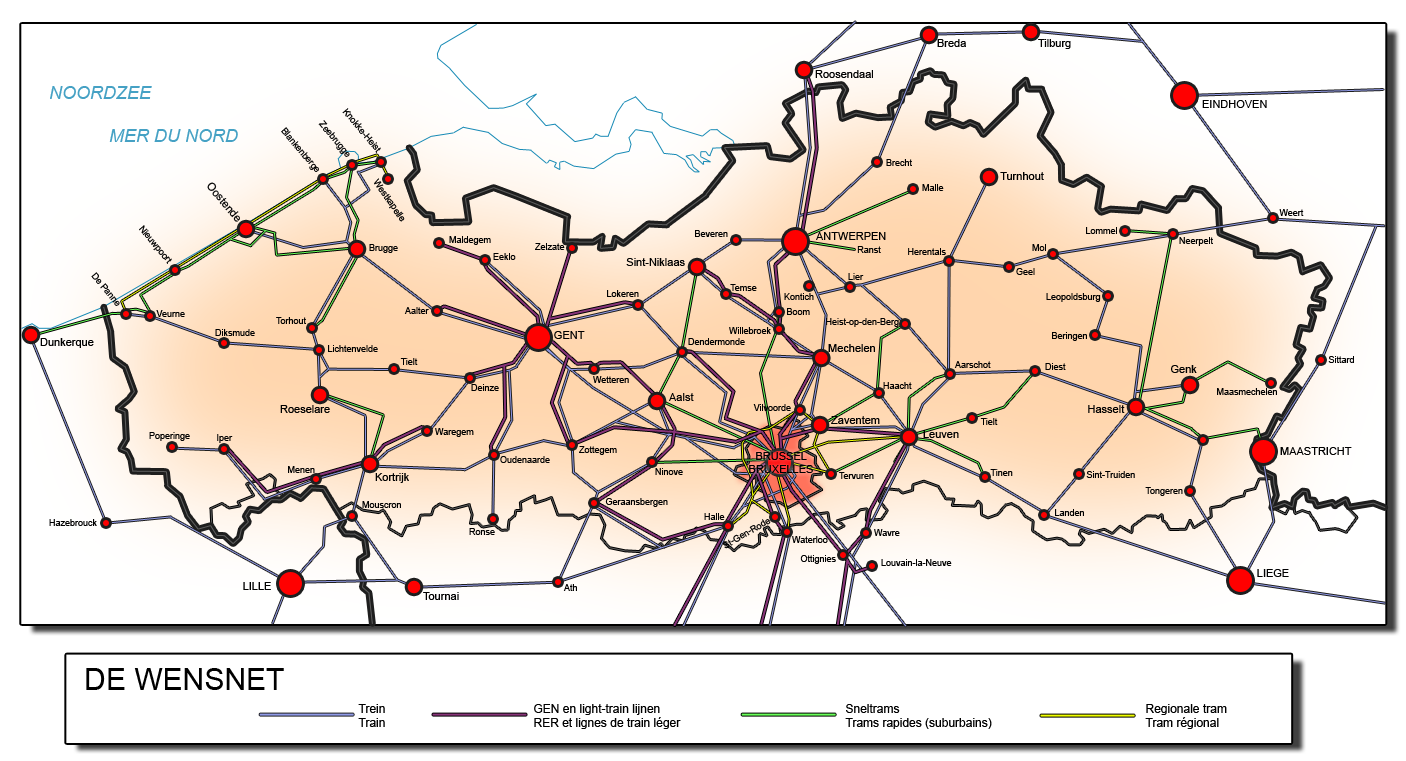
de kaart van het wensnet

Logo "De Lijn"

De Mobiliteitsvisie 2020 van de Vlaamse Vervoermaatschappij "De Lijn" is een toekomstvisie waarin wordt besproken hoe De Lijn de mobiliteit in Vlaanderen wil laten evolueren. In dit plan worden een aantal streefdoelen opgesomd en wordt een planning voorgesteld, ook werd er in het kader van deze plannen een kaart van wensnet uitgewerkt, een net dat men idealiter tegen 2020 gerealiseerd wil zien.
Per regio bestaan er afzonderlijke plannen met exacte doelen voor die regio, hierin worden per regio nog bijkomende doelen gesteld (zoals precieze info over de frequentie van buslijnen, bediening van dorpen e.d.). Deze provinciale plannen zijn het Pegasusplan met het START-initiatief, het Neptunusplan en het Spartacusplan.

## Plannen
Gelijkaardig aan het Meerjarenplan Lightrail in Nederland, werd in 2009 voor Vlaanderen een Mobiliteitsvisie 2020 uitgewerkt door De Lijn. Daarvan is één lijn in gebruik genomen. In zijn wensnet, waarin De Lijn een ideaal net van interregionale lijnen beschrijft, voorziet de vervoersmaatschappij volgende sneltramlijnen:
| provincie       | project                         | lijn                                | status |
| --------------- | ------------------------------- | ----------------------------------- | --- |
| Limburg         | Spartacusplan                   | 1: Hasselt – Maastricht             | opening was voorzien in 2024. In 2022 is beslist dit als HOV-bus (trambus) uit te voeren.                          |
| Limburg         | Spartacusplan                   | 2: Maasmechelen – Hasselt           | plan-mer uitgevoerd. In 2021 is beslist dit als HOV-bus (trambus) uit te voeren.                                   |
| Limburg         | Spartacusplan                   | 3: Lommel – Neerpelt – Hasselt      | bestudeerd, met optie voor een trein via spoorlijn 18. In 2021 is beslist dit als HOV-bus (trambus) uit te voeren. |
| Antwerpen       | Pegasusplan Antwerpen           | Malle – Antwerpen                   | passage door Wijnegem-centrum voorlopig geschrapt                                                                  |
| Antwerpen       | Pegasusplan Antwerpen: LIVAN I  | Ranst – Antwerpen                   | eerste fase voltooid als tramlijn 8                                                                                |
| Vlaams-Brabant  | Pegasusplan: Brabantnet, fase C | Tienen – Leuven                     | bestudeerd, laagste prioriteit                                                                                     |
| Vlaams-Brabant  | Pegasusplan: Brabantnet, fase C | Diest – Leuven                      | bestudeerd, laagste prioriteit                                                                                     |
| Vlaams-Brabant  | Pegasusplan: Brabantnet, fase C | Aarschot – Leuven                   | bestudeerd, laagste prioriteit                                                                                     |
| Vlaams-Brabant  | Pegasusplan: Brabantnet, fase C | Tervuren – Leuven                   | bestudeerd, laagste prioriteit                                                                                     |
| Vlaams-Brabant  | Pegasusplan: Brabantnet, fase A | Brussel – Willebroek – Boom         | in studie, politiek bevestigd voor traject tot Willebroek                                                          |
| Vlaams-Brabant  | Pegasusplan: Brabantnet, fase A | Brussel – Brussels Airport – Haacht | in studie, politiek bevestigd voor traject tot luchthaven                                                          |
| Vlaams-Brabant  | Pegasusplan: Brabantnet, fase A | Ninove – Brussel                    | bestudeerd (MKBA), uitgesteld tot na 2020                                                                          |
| Vlaams-Brabant  | Pegasusplan: Brabantnet, fase B | Aalst – Brussel                     | bestudeerd, lage prioriteit                                                                                        |
| Oost-Vlaanderen | Pegasusplan Oost-Vlaanderen     | Sint-Niklaas – Dendermonde – Aalst  | nog niet bestudeerd                                                                                                |
| West-Vlaanderen | Neptunusplan                    | Roeselare – Kortrijk                | beter een optimalisatie van bestaande spoorverbinding                                                              |
| West-Vlaanderen | Neptunusplan                    | Koksijde – Veurne                   | plan-MER opgemaakt, verder in studie, effectieve bouw uitgesteld                                                   |
| West-Vlaanderen | Neptunusplan                    | Veurne – Duinkerke                  | nog niet bestudeerd (samenwerking met Franse overheid nodig)                                                       |
| West-Vlaanderen | Neptunusplan                    | Oostende – Brugge                   | nog niet bestudeerd                                                                                                |
| West-Vlaanderen | Neptunusplan                    | Brugge – Torhout                    | nog niet bestudeerd                                                                                                |